# Lithostege abafii
Lithostege abafii är en fjärilsart som beskrevs av Uhryk 1898. Lithostege abafii ingår i släktet Lithostege och familjen mätare. Inga underarter finns listade i Catalogue of Life.